# 71 Tauri
71 Tauri, som är stjärnans Flamsteed-beteckning, är en misstänkt trippelstjärna belägen i den mellersta delen av stjärnbilden Oxen, som också har variabelbeteckningen V777 Tauri. Den har en  skenbar magnitud på ca 4,48 och är svagt synlig för blotta ögat där ljusföroreningar ej förekommer. Baserat på parallax enligt Gaia Data Release 2 på ca 8,2 mas, beräknas den befinna sig på ett avstånd på ca 146 ljusår (ca 45 parsek) från solen. Den rör sig bort från solen med en heliocentrisk radialhastighet av ca 38 km/s och ingår i den öppna stjärnhopen Hyaderna.

## Egenskaper
Primärstjärnan 71 Tauri A är en gul till vit stjärna i huvudserien av spektralklass F0 V. Den har en massa som är ca 1,9 solmassor, en radie som är ca 3,3 solradier och utsänder ca 32 gånger mera energi än solen från dess fotosfär vid en effektiv temperatur på ca 7 500 K.
71 Tauri, eller V777 Tauri, är en pulserande variabel av Delta Scuti-typ (DSCTC), som har bolometrisk magnitud +4,73 och varierar med en amplitud av 0,02 magnituder och en period av 0,16 dygn eller 4 timmar. Extrema ultravioletta flares har observerats från stjärnans heta korona, och den är den näst ljusaste källan till röntgenstrålning i Hyaderna.